# Friedrich-Karl Buse
Friedrich-Karl Buse (* 27. Oktober 1914 in Bremen; † 30. Dezember 1990) war ein deutscher Finanzbeamter, bremischer Politiker und Mitglied der Bremischen Bürgerschaft (Deutsche Partei (DP); FDP).

## Biografie
Buse trat nach dem Abitur und einjährigem Wehrdienst 1936 in die Reichsfinanzverwaltung ein und war seit 1939 beim Finanzamt Bremerhaven tätig. Am 6. August 1937 beantragte er die Aufnahme in die NSDAP und wurde rückwirkend zum 1. Mai desselben Jahres aufgenommen (Mitgliedsnummer 5.351.645). Seit 1937 war er Mitglied in der SA und der NSV.
Während des Zweiten Weltkriegs war er ab 1939 Soldat (seit 1943 im Range eines Hauptmanns), es schloss sich bis 1949 eine Kriegsgefangenschaft an. Im August 1949 wurde er als „nicht betroffen“ entnazifiziert und wurde im selben Jahr wieder beim Finanzamt Bremerhaven tätig.
Er war Mitglied der DP. Für diese wurde er im Mai 1962 in die Bremische Bürgerschaft gewählt. Nach seinem Übertritt zur FDP im Mai 1962 blieb er bis September 1963 Mitglied Bremischen Bürgerschaft.